# Polycotylidae
Die Polycotylidae (Synonyme: Dolichorhynchopidae, Trinacromeridae) sind eine Familie der Plesiosauria, die in der Kreidezeit weltweit verbreitet war. Sie sind vor allem durch teilweise und vollständig erhaltene Skelette aus der oberen Kreide von Nordamerika bekannt. Fragmentiertere Fossilien, die den Polycotylidae zugeordnet werden, stammen aus Europa, Südamerika, Ostasien, Australien und Neuseeland. Sie hatten eine verhältnismäßig kurzen Hals und eine lange Schnauze.

## Merkmale
Die meisten Polycotylidae waren mittelgroß, die größten erreichten eine Länge von neun Metern. Sie hatten eine im Vergleich zu Schädellänge sehr langgestreckte, von langen und schlanken Prämaxillare und Maxillare gebildete Schnauze (Rostrum). Das Prämaxillare bildete die vordere und obere Begrenzung der Nasenlöcher, das Maxillare den unteren Rand. Das Prämaxillare war oberseits verlängert und traf das Parietale zwischen den knöchernen Augenhöhlen. Ein dünnes Pflugscharbein trennte das Prämaxillare von einem V-förmigen Schlitz, der vielleicht Sitz eines Jacobsonschen Organs war. Ein Tränenbein fehlte. Das Stirnbein begrenzte die Augenhöhlen oben und bildete eine knöcherne Augenbraue. Die Schädelfenster waren sehr groß und beschränkten das Parietale auf einen hohen, den Hirnschädel bedeckenden Kamm. Die Zähne waren klein und gleichförmig. Die Ersatzzähne wuchsen in Gruben zwischen den in Gebrauch befindlichen Zähnen.
Insgesamt ähnelt ihr Schädel dem der Ichthyosaurier. Da sie vor allem aus der späten Kreide bekannt sind, könnten sie die ökologische Nische der Ichthyosaurier nach deren Aussterben als schnell schwimmende Jäger von Fischen, Kopffüßern, Plesiosauriern und Schildkrötenbabys übernommen haben. In ihrer Magenregion fand man Ammonitenkiefer.
Die Polycotylidae hatten 19 bis 26 Halswirbel, etwa 20 Rumpfwirbel und etwa 24 Wirbel stützten den Schwanz. Die Schulterblätter wurden durch das bogenförmige Schlüsselbein getrennt. Das Becken war groß, das Ischium lang. Humerus und Femur waren gleich groß. Die äußeren Knochen der Gliedmaßen waren sehr klein.

## Systematik

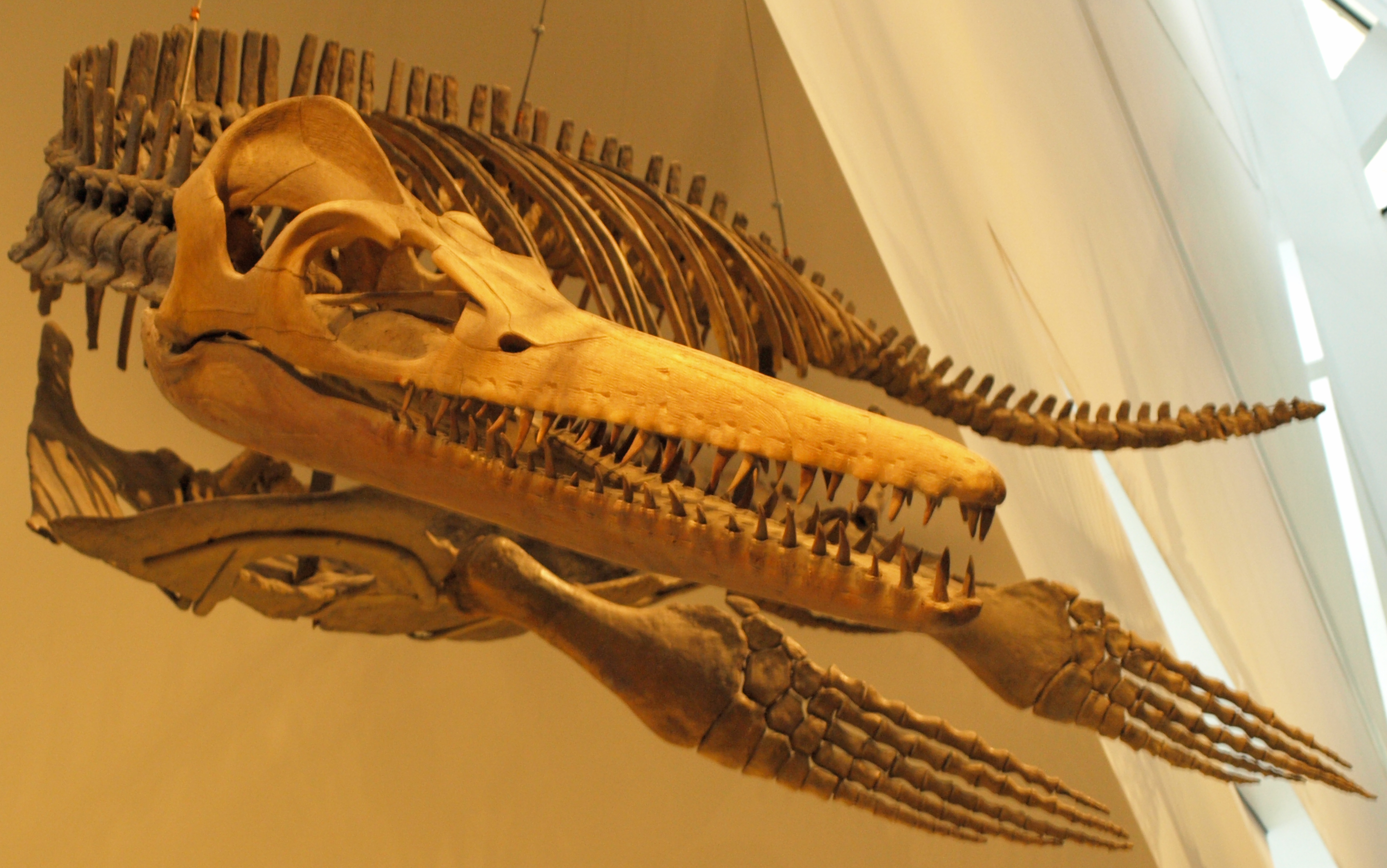
Rekonstruiertes Skelett von Trinacromerum im Royal Ontario Museum in Toronto

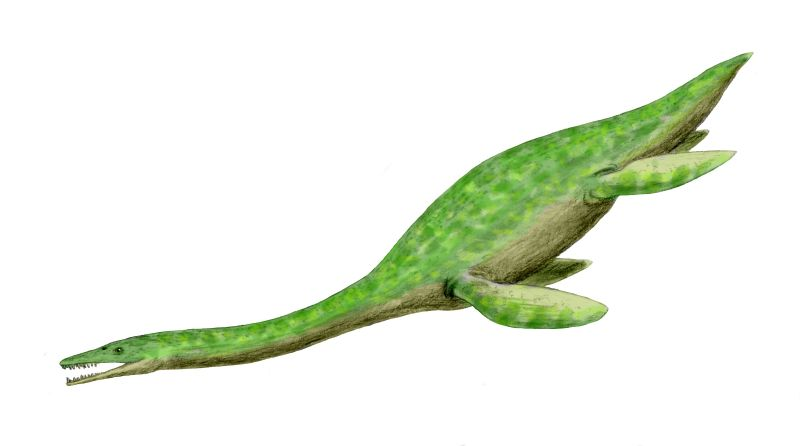
Thililua, ein langhälsiger Polycotylide

Die meisten Polycotylidae glichen mit ihrem kurzen Hals und der lang ausgezogenen Schnauze den Pliosauriern, zu denen sie auch zuerst gezählt wurden. Sie teilten allerdings einige Merkmale mit den Cryptoclididae und den Elasmosauridae und gehören somit zu den Plesiosauriern i. e. S. (Plesiosauroidea). Zu diesen Merkmalen gehörten die Kürze der Schädelregion hinter dem Auge, die großen Augenhöhlen, die schmale Schnauze, die kleinen Zähne, der Knochenkamm über dem Hirnschädel und die Kürze und Breite von Humerus und Femur.
Das Fossil von Thililua einem 2003 neu beschriebenen Polycotyliden, besteht aus dem Schädel und 37 Wirbel, wovon 30 Halswirbel sind, eine ungewöhnlich hohe Anzahl für die Polycotylidae.

## Gattungen
- Ceraumasaurus
- Dolichorhynchops
- Edgarosaurus
- Georgiasaurus
- Mauriciosaurus
- Polycotylus
- Thililua
- Trinacromerum